# Werner Baumüller

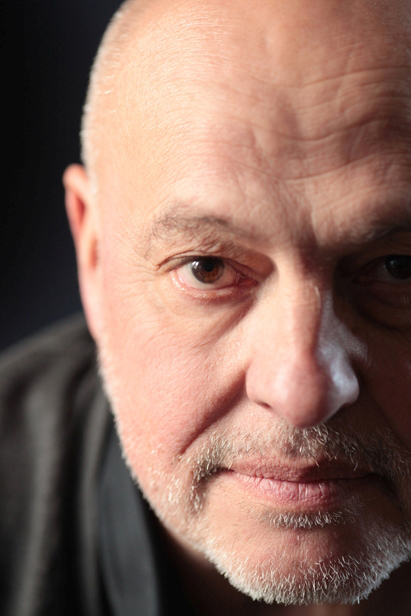
Werner Baumüller (2017)

Werner Baumüller (* 20. Dezember 1956 in Kollerschlag, Oberösterreich) ist ein österreichischer Kunstmanager und Krimi-Autor.

## Leben
Nach dem Musisch Pädagogischem Realgymnasium BORG Linz besuchte Werner Baumüller die Fachschule für Wirtschaftswerbung in Wien. In Anschluss arbeitete er ein Jahr als Werbetexter (auch Texter oder Copywriter) in Wiener Agenturen. Daraufhin folgte ein fünfjähriger Aufenthalt in Düsseldorf, den er als seine Lehrjahre im Texterberuf bezeichnet. Zurück in Wien arbeitete er in zwei Agenturen, bevor er sich als freier Werbetexter selbständig gemacht hat und für Wiener Agenturen tätig war. Sein Slogan „Es ist verdammt hart, der Beste zu sein“ warb rund 25 Jahre für die Merkur (Österreich) Märkte.
1985 gründete er zusammen mit seinen Brüdern Heinz und Wolfgang Baumüller die Werkstatt Kollerschlag. In den folgenden Jahren stieg er allmählich ganz aus der Werbung aus. Seitdem beschäftigt er sich mit der Entwicklung und Realisation von Kunstprojekten.
2005 veröffentlichte er seinen ersten Roman „Die Essigmutter“.
Werner Baumüller ist Mitglied des Österreichischer PEN-Clubs.

## Ehrung
- Verleihung des Titels Professor[3] durch Bundespräsident Alexander Van der Bellen mit Entschließung vom 31. März 2017.